# ノックスビル国際博覧会
ノックスビル国際博覧会（ノックスビルこくさいはくらんかい, 1982 Knoxville International Energy exposition, Knoxville Expo 1982）は、1982年5月1日から10月31日までアメリカ合衆国テネシー州ノックスビルで開催された国際博覧会（特別博）である。テーマは「エネルギーは世界の原動力」。16か国が参加し、会期中1,113万人が来場した。